# ガブリエル・アロンソ
ガブリエル・アロンソ・アリスティアギーレ（Gabriel Alonso Aristiaguirre、1923年11月9日 - 1996年11月19日）は、スペイン・バスク州オンダリビア出身の元同国代表サッカー選手。現役時代のポジションはDF。

## 経歴
1940-41シーズン、当時セグンダ・ディビシオンに所属していたレアル・ウニオンでキャリアをスタートさせた。1946-47シーズンから5シーズン在籍し、公式戦131試合に出場したセルタ・デ・ビーゴでは、1947-48シーズンのコパ・デル・レイ準優勝を経験。また、セルタの選手として史上初めてとなる1950 FIFAワールドカップを戦うスペイン代表へ招集され、同大会では2試合を戦った。

## タイトル

### クラブ
レアル・マドリード
- プリメーラ・ディビシオン : 1回 (1953-54)